# NGC 315
NGC 315 ist eine Elliptische Galaxie mit aktivem Galaxienkern im Sternbild Fische auf der Ekliptik. Sie ist schätzungsweise 228 Millionen Lichtjahre von der Milchstraße entfernt und hat einen Durchmesser von etwa 200.000 Lichtjahren. Sie ist Namensgeberin der 42 Galaxien umfassenden Galaxiengruppe LGG 14.
Im selben Himmelsareal befinden sich u. a. die Galaxien NGC 311, NGC 318, NGC 338, IC 66.
Das Objekt wurde am 11. September 1784 von dem deutsch-britischen Astronomen Wilhelm Herschel entdeckt.